# 棒台枠
棒台枠（ぼうだいわく）とは、軟鋼・鋼鉄・錬鉄の圧板切出し、または鍛鋼・鋳鋼で製造された、太い棒によって強度を持たせた台枠のことである。

## 概要
日本においては慣例的に90mm程度、世界的には多くは4インチ～7インチ（100～180mm）程度の厚さで製作される。ドイツ流儀においては極厚圧延鋼の切り抜き、米国においては大型の鋳物で製作された（鋳鋼製台枠）。厚みが増す代わり余白は大きく切り抜けるため、台枠の断面が棒状になる。そのため英語においても"Bar frame"と呼ばれる。板台枠に比べ、折損したり痛んだりした際の補修が難しく、また各部材の取り付けのために形状が複雑になる不利があるが、鋳造するならば補修がさらに厳しくなる代わりに製造は楽になり、設計・製造技術の向上に伴い安定した品質を得られたため、米国で多用された。

## 評価
日本では鋳鋼製台枠は、満鉄・鮮鉄がアメリカ流儀で当初より採用していたほかは「圧延鋼棒台枠の代用」というスタンスが長かったが、戦時形で導入して以降複雑な形状でも製作できる点が評価され、戦後のE10は全て鋳鋼製で製作された。
蒸気機関車においては、上下方向の剛性はボイラーと連結することでもたせるようにしてある。